# Eduard Buchner
Eduard Buchner (født 20. maj 1860 i München, død 13. august 1917 i München) var en tysk kemiker og modtager af Nobelprisen i kemi i 1907 for sin opdagelse og undersøgelse af cellefri fermentering.
Buchner blev født i München som søn af en læge og professor for retsmedicin. I 1884 begyndte han sine studier i kemi hos Adolf von Baeyer, såvel som i botanik hos professor Carl Wilhelm von Nägeli ved det botaniske institut i München. Efter en tidsbegrænset arbejdsperiode (et semester) med Otto Fischer i Erlangen fik han i 1888 en ph.d. ved Ludwig-Maximilians-Universität München. I årene 1898 til 1909 var han professor i kemi ved Landwirtschaftliche Hochschule Berlin, der nu er en del af Humboldt-Universität zu Berlin. 
I første verdenskrig tjente Buchner som major ved flere fronter. Han blev den 11. august 1917 svært skadet i Focşani (Rumænien) døde to dage senere i München. 